# Марс (Минская область)
Марс (бел. Марс) — деревня в Дзержинском районе Минской области Беларуси. В 4 километрах от Дзержинска, в 36 километрах от Минска, в 2 километрах от железнодорожной станции Койдоново.

## История
Деревня построена в начале двадцатых годов XX века крестьянами, которые раньше жиле в деревне Кукшевичи.

## Население
| Численность населения (по годам) | Численность населения (по годам) | Численность населения (по годам) | Численность населения (по годам) | Численность населения (по годам) | Численность населения (по годам) | Численность населения (по годам) | Численность населения (по годам) | Численность населения (по годам) |
| 1997                             | 1999                             | 2004                             | 2010                             | 2017                             | 2018                             | 2020                             | 2022                             |                                  |
| -------------------------------- | -------------------------------- | -------------------------------- | -------------------------------- | -------------------------------- | -------------------------------- | -------------------------------- | -------------------------------- | -------------------------------- |
| 12                               | ↗ 13                             | ↘ 10                             | ↘ 9                              | ↘ 4                              | → 4                              | ↗ 5                              | → 5                              |                                  |